# Dimarella blohmi
Dimarella blohmi är en insektsart som beskrevs av Stange in Miller och Stange 1989. Dimarella blohmi ingår i släktet Dimarella och familjen myrlejonsländor. Inga underarter finns listade i Catalogue of Life.